# 前64年
| 千纪： | 前1千纪 |
| 世纪： | 前2世纪 \| 前1世纪 \| 1世纪                                                                                |
| 年代： | 前90年代 \| 前80年代 \| 前70年代 \| 前60年代 \| 前50年代 \| 前40年代 \| 前30年代                           |
| 年份： | 前69年 \| 前68年 \| 前67年 \| 前66年 \| 前65年 \| 前64年 \| 前63年 \| 前62年 \| 前61年 \| 前60年 \| 前59年 |
| 纪年： | 西汉元康二年                                                                                               |

## 大事记
- 亞歷山大大帝部將塞琉古一世所創建的塞琉古帝國被古羅馬政治家與軍事家格奈烏斯·龐培所兼併，建立叙利亞行省。